# محمد جاسم بن حاجی
محمد جاسم بن حاجی (انگلیسی: Mohamed Ben Haji؛ زادهٔ ۲۸ دسامبر ۱۹۷۰) بازیکن فوتبال بود.
وی همچنین در تیم ملی فوتبال کویت بازی کرده‌است.